# 医療漫画
医療漫画（いりょうまんが）は、日本における漫画作品のジャンルの1つ。医師や看護師をはじめとした医療従事者を主人公としていたり、病院や診療所などの医療現場を舞台とするなど、主に医療をテーマにした漫画作品を指す。

## 定義
落合隆志は医療漫画の定義として
以上の3つを挙げた。
動物医療を題材とした漫画について中垣恒太郎は医療漫画とするべきなのかとしてから、グラフィック・メディスンや生存学が基本的に人間を対象とし、方や動物医療を題材とした漫画も1つのサブジャンルとなっているため、医療漫画の研究が発展していくと動物医療ものは別のジャンルとして形成する可能性を挙げている。

## 歴史

### 前史
1962年にアメリカの医療ドラマ『ベン・ケーシー』が日本で放送され大ヒット、翌1963年に複数の漫画雑誌で医者ものの作品が登場、そのうち、ちばてつやが週刊少年マガジンで連載した『ハチのす大将』は医療漫画黎明期の一作である。ただ同作は先輩漫画家のつのだじろうから作中の医療描写が正しくないことを指摘する手紙が毛筆の巻紙で送られてきたことをちばが恥じて短期終了となった。表智之はこのエピソードに脚色が含まれる可能性に言及しながらも、外科医である主人公がコレラの論文を書くのは不正確だと同意、主人公が地元の支援のためにお金を得ようとバイクレースに参戦するなど方向性を模索したとみられるシーンを指摘した。
『ハチのす大将』は『ベン・ケーシー』、山本周五郎の『赤ひげ診療譚』から影響もみられるが、貧困のせいで医療から遠ざかってしまっている者たちにきちんと焦点が当てられ、それは1950年代から1960年代にかけて漫画でよくみられたことであった。白土三平の『消え行く少女』（日本漫画社、1959年）においては広島で被爆して原爆症になった少女が主人公でその頃の貸本少女漫画では「難病少女もの」といえる作品が人気ジャンルであり、異色作ながらその流れで描かれた一作だったとみられる。また、貸本少女漫画では「母子もの」という悲劇も人気で、主人公の少女の母は亡くなっているか行方不明、特に結核を患って闘病していることが多く、それは現実社会を反映したものだった。現実で結核患者が減少すると原爆症がよく登場するようになり、『愛と死を見つめて』が大ヒットしたことで行き届いた医療の受けて若く美しく清らかな死のイメージが広まり、貧困は遠景となり、1961年成立の国民皆保険制度により医療は全国民が平等に受けられるものとして医療と切り離されていた貧困者は建前上いなくなった。バラエティ番組『シャボン玉ホリデー』（1961年-1971年）では『消え行く少女』で描かれたようなボロ屋に住んで病に臥せっている貧しい人がコントに登場、テレビでそういったことは笑いのネタにできる過去のものとなった。

### 手塚治虫による形成
手塚治虫が1970年にビッグコミックで連載した『きりひと讃歌』は本格的な医療漫画の始まりに挙げられ、同作は医療に情熱をかける医師による難病を解明、業界での権力争い、病気を理由とした差別など後の医療漫画で扱われることのほとんどが登場、そして手塚が1973年から週刊少年チャンピオン連載の『ブラック・ジャック』は医療漫画がまだ確立されていない中で単行本レーベル「恐怖コミックス」として刊行された同作は累計億超えの医療漫画最大のヒット作で、天才医師というパターンを誕生させ、図書館への蔵書も多く、同作をきっかけとして医師を目指した人も多くいたほど影響を与え、『きりひと讃歌』とともに医療漫画のストーリーの枠組みをほぼ完成させた古典であり、今日に至るまで読み継がれている。

### ジャンルとして確立以降
1988年から真船一雄が週刊少年マガジンで連載の『スーパードクターK』は医療漫画でよくある現実味、万能感とは逆に最大限活かした長編、本ジャンルの極北とも評される。同作は医師を原案協力としてクレジットすることで主人公の技量に現実味と説得力を持たせ、そういった専門家監修は1980年以降の医療漫画でよくみられるようになり『ブラック・ジャック』で描かれた医師としての超人性は『スーパードクターK』では身体的なものとなり、現実と虚構のバランスをとった。
動物医療を題材とした漫画としたサブジャンルを決定付けたのは佐々木倫子が花とゆめで連載の『動物のお医者さん』で、21世紀の医療漫画はそれまであまり注目されることのなかった専門分野を題材にしていることも多いが、それの先駆けにも挙げられ、同作は医療漫画でよくある涙を誘うような話は全くなく、専門的な診療もないが、連載に当たって募集したエピソードを元に描かれた大学獣医学部で学ぶ学生にリアリティを感じさせた。また佐々木はビッグコミックスピリッツで1995年連載開始の『おたんこナース』で原案、取材として看護師をクレジットし、医療漫画でリアルな舞台設定の傾向が見られ始め、基本はコメディだが人間模様や心情の変化、病気や死との向き合いなどから看護師ものの標準作である。
1995年に連載開始した森本梢子の『研修医なな子』は女性向け医療漫画としてはおそらく最初の作品である。
2000年に始まった山本航暉の『ゴッドハンド輝』は医療漫画として少年向け及び週刊少年マガジン史上最多の全62巻のヒット作で、同作は世間ではあまり知られていない領域、スポットが当たり辛い業界人に注目、内科診断の重要性、麻酔科医の必要性、理学療法士、臨床薬剤師、栄養士、臨床工学技士、製薬会社の営業といったことが描かれ、また、日常に役立つ家庭の医学を取り扱った情報漫画の要素もあり、現実とフィクションをうまく織り交ぜ、ドラマチックな治療や凄い技、医療従事者の苦悩や患者のドラマ、医療情報に主人公の成長が詰まった同作は医療漫画の理想とも評される。
2000年代は村上もとかの『JIN-仁-』、山田貴敏の『Dr.コトー診療所』のようなヒューマンドラマ作品、佐藤秀峰の『ブラックジャックによろしく』、乃木坂太郎の『医龍-Team Medical Dragon-』、くさか里樹の『ヘルプマン!』といった医療監修、綿密な取材をして描かれた作品が発表された。また『ヘルプマン!』は介護現場の問題を取り上げた先駆であった。
2006年出版された細川貂々の『ツレがうつになりまして。』は当事者による医療エッセイ漫画がまだ少ない中でその先駆けとして登場した。
2010年代になると現実のチーム医療が反映されたものや医療関係の職種、登場する病気などが多様化した。
病気をめぐる主観的で複雑な個々の経験を表現したコミックがふえており、それを「グラフィック・メディスン」と呼び、日本でも2018年に一般社団法人日本グラフィック・メディスン協会が設立されている。
2020年から新型コロナウイルスが流行するとそれを取り入れた、しりあがり寿がコミックビーム連載の『NEW NORMAL DAYS』、いがらしみきおの『ふつうのきもち』、複数の漫画家によるコロナ禍の日々を描く『MANGA Day to Day』などが発表された。

## 特徴
ブラック・ジャックに始まる数多くの病気や怪我に対応できるスーパードクターという類型が存在、同作では現実味よりフィクションとしての超人さを優先させた。『JIN-仁-』では主人公は名脳外科医だが超人というわけではなく医療が現代より発達していない幕末にタイムスリップしたことで相対的に超人になっており、スーパードクターのあり得なさを避けている。ただ特定の分野のスーパードクターは実在しても数多くの医療分野に対応できる人は実際には存在し得ず、2010年代以降の作品によくみられる高度に専門化された領域を扱うほど、リアリティを追い求めるほどスーパードクターを否定せざるを得なくなる。
作者やその家族の闘病、体験を描いたエッセイ漫画も多く、漫画をよく読む人だけではなく一般層にも開かれており、漫画文化の受容層の点からして特別な位置にある。
動物医療を題材とした漫画は人を対象の医療漫画と比べると少なく、現実社会では1970年代以降でもペットの関心は強いが、それぞれの動物の命を守る動物医療は重視されてこなかったからだとされる。

## 作品

### 1960年代
- みならい天使（原作：太田久行、作画：赤松セツ子、少女フレンド、1962年 - 1963年）[33]
- ハチのす大将（ちばてつや、週刊少年マガジン、1963年）[34]

### 1970年代
- 悪魔にメスを！（丘けい子、週刊マーガレット、1970年）[35][36][37][38]
- きりひと讃歌（手塚治虫、ビッグコミック、1970年 - 1971年）
- 未来への告発（丘けい子、セブンティーン、1971年）[39][40][41]
- 華岡青洲の巻（日本はみ出し人物列伝(1)）（原作：平見修二、作画：真崎守、5年の科学、1972年）
- ブラック・ジャック（手塚治虫、週刊少年チャンピオン、1973年 - 1983年）
- ごろんぼ医者（高山よしのり、週刊少年ジャンプ、1974年）
- 白衣の天使なんかいやしない！（篠原とおる、週刊少女コミック、1975年）[42]
- 夜光虫（原作：柿沼宏、作画：篠原とおる、ビッグコミックオリジナル、1976年 - 1979年）
- 闇の逃亡医（原作：高山紀芳、作画：加藤唯史、週刊少年ジャンプ、1977年 - 1978年）
- 白衣の夢みつけた！（灘しげみ、週刊少女コミック、1977年）[43]

### 1980年代
- SEXドクター尖三郎（ジョージ秋山、プレイコミック、1980年）
- せい子の看護婦日記（イケスミチエコ、ひとみ、1980年。雑誌連載時は各話ごとの個別タイトルで掲載）[44][45]
- OPE（原作：茜胡笳、作画：園田光慶、グッドコミック、1980年 - 1981年）
- 手術しちゃうから!（弓月光、マーガレット、1980年 - 1981）
- 陽だまりの樹（手塚治虫、ビッグコミック、1981年 - 1986年）
- 本日も休診（原作：見川鯛山、作画：石川サブロウ、ビッグコミック、1984年）
- おやじドクター（原作：林律雄、作画：及川こうじ、1984年）
- 菩提樹（大和和紀、講談社コミックス、1984年 - 1985年）
- トラオがゆく（貴志真典、1985年）
- Dr.クマひげ（原作：史村翔、作画：ながやす巧、週刊ヤングマガジン、1986年 - 1987年）
- ドクター秩父山（田中圭一、コミック劇画村塾など、1986年 - 不明）
- 動物のお医者さん（佐々木倫子、花とゆめ、1987年 - 1993年）
- オペレーション（原作：鏡丈二、作画：金井たつお、週刊ヤングジャンプ、1987年）
- とっても医院（原作：花井寛、作画：みやはら啓一、1987年 - 1990年）
- 白衣のテンちゃん（やまだ三平、まんがライフ、1987年 - 不明）
- Dr.フナキはゴキゲンナナメ!（芳井一味、不明、1988年頃 - ）
- ナースステーション（原作：高山よしのり、漫画：田中つかさ、スーパージャンプ、1988年 - 1990年）
- スーパードクターK（真船一雄、週刊少年マガジン、1988年 - 1996年）
- ドクター反骨医（原作：鏡丈二、作画：根本哲也、1988年 - 1992年）
- メスよ輝け!!（原作：高山路爛、作画：やまだ哲太、ビジネスジャンプ、1989年 - 1994年）
- 心剣医（原作：上西一紀、作画：狩谷ゆきひで、1989年 - 1990年）

### 1990年代
- マーチ（亜宮まさみ、1990年）[46][47]
- こちら椿産婦人科（あまねかずみ、1990年 - 2000年）
- 研修医 古谷健一（原作：永井明、作画：里見桂、ヤングチャンピオン、1991年 - 1992年）
- 医候（土山しげる、1992年）
- Dr.汞（能條純一、ミスターマガジン、1992年 - 1993年）
- 白の条件（万里村奈加、講談社コミックスミミ、1991年 - 1994年）
- エンジェル日誌（ごとう和、講談社、1993年-）
- AIDS―少年はなぜ死んだか（原作：広河隆一 、漫画：三枝義浩、講談社、1993年）チェルノブイリ事故、血友病の血液製剤によるAIDS
- ナース・ステーション（島津郷子、集英社、1994年-）
- 太陽の仲間たちよ―身体障害者とある医師の挑戦（三枝義浩、不明、1994年）
- RASH!!（北条司、週刊少年ジャンプ、1994年 - 1995年）
- 天使じゃないのよ（ふじたしょうこ、1994年）
- ドクトル・ノンベ（中原とほる、1992年 - 1993年）
- 女医レイカ（原作：剣名無、作画：嶺岸信明、1994年 - 2000年）
- 雫ちゃんクリニック（葉月かずお、1994年）
- MIND ASSASSIN（かずはじめ、週刊少年ジャンプ、1994年 - 1995年）
- MF動物病院日誌（たらさわみち、1994年 - 2006年）
- MONSTER（浦沢直樹、ビッグコミックオリジナル、1995年 - 2001年）
- サイコドクター（原作：亜樹直、作画：的場健、モーニング、1995年 - 2003年）
- 研修医なな子（森本梢子、YOU、1995年 - 不明）
- きらきらひかる（郷田マモラ、講談社、1995年 - ）監察医
- おたんこナース（佐々木倫子、ビッグコミックスピリッツ、1995年 - 1998年）
- エン女医あきら先生（水城まさひと、まんがタイムジャンボ等、1995年 - 2008年）
- スポーツ医（原作：寺島優 作画：ちくやまきよし、1995年 - 1996年）
- ドクトレス（原作：鏡丈二、作画：高山由妃、週刊アクション、1995年 - 1996年）
- DoctorK（真船一雄、週刊少年マガジン、1996年 - 1998年）
- 実録!看護婦物語（甲斐さゆみ、サスペリア、1996年 - 1998年（コミックス発刊年））[48][49]
- ダーク・エンジェル（風間宏子、Eleganceイブ、1996年 - 2001年）
- Dr.ハーレー（宇田学、ミスターマガジン、1996年 - 2000年）
- 生死命（原作：稲本雅之、作画：やまさき拓味、ビッグコミック、1996年）
- われ無医村に生きる（河合英則、1996年）
- やぶ医者のつぶやき（原作：森田功、作画：引野真二、ビッグコミック、1997年 - 1999年）
- 999ドクター（原作：バーミー双六、作画：那須輝一郎、1997年 - 1999年）
- “殺医”ドクター蘭丸（原作：梶研吾、作画：井上紀良、週刊ヤングジャンプ、1997年 - 2000年）
- 看護婦ROCK（鈴木キムチ、（エンジェルコミックス、エンジェル出版）、1998年 - 不明）
- SAMU Dr.無限谷陽（原作：米山公啓、作画：岩丸、MANGAオールマン、1998年）
- ラディカル・ホスピタル（ひらのあゆ、まんがタイムオリジナル等、1998年 - ）
- 高度救命救急センター（原作：樋口雅一、作画：関崎俊三、1998年）
- 大江戸医聞十八文（石ノ森章太郎、メディアファクトリー、1999年）
- 青ひげは行く（原作：高山路爛、作画：やまだ哲太、ビジネスジャンプ、1999年 - 2001年）
- 白衣でポン（たかさきももこ、1999年 - 2004年）
- マンガ病院薬剤師物語（神奈川県病院薬剤師会、1999年）

### 2000年代
- MEDICAL99（原作：寺山文治郎、作画：たかもちげん、2000年）
- Dr.コトー診療所（山田貴敏、週刊ヤングサンデー、2000年頃 - ）
- JIN-仁-（村上もとか、スーパージャンプ、2000年 - 2010年）
- ホットDOC（原作：きむらはじめ、作画：加藤唯史、ビッグコミックオリジナル、2000年）
- ゴッドハンド輝（山本航暉、週刊少年マガジン、2000年 - 2011年）
- ラディカルホスピタル（ひらのあゆ、芳文社、2000年）
- 生命のダイアリー（原作&取材：達山一歩、作画：小山田いく、2001年）
- 泌尿器科医 一本木守!（高倉あつこ、ヤングチャンピオン、2001年 - 2005年）
- 獣医ドリトル（原作：夏緑、作画：ちくやまきよし、ビッグコミック増刊号、2001年 - ）
- なみだ坂診療所（原作：宇治谷順、作画：向後次雄、週刊漫画TIMES、2001年 - 2021年）
- 白衣の男子（岸香里、まんがタイムスペシャル、2001年）
- ブラックジャックによろしく（佐藤秀峰、モーニング、2002年頃 - 2006年）
- 医龍-Team Medical Dragon-（乃木坂太郎、ビッグコミックスペリオール、2002年 - 2011年）
- 青木医院へ行こう!（大沢たけし、まんがホーム等、2002年 - 2004年）
- 歯ッピィクリニック（椎名二葉、まんがタイムジャンボ等、2002年 - 2003年）
- 傭兵女医黒樹エリカ（原作：山口都志馬、作画：那須輝一郎、2002年 - 2003年）
- ワイルドライフ（藤崎聖人、週刊少年サンデー、2002年 - 2008年）
- HE∀DS（原作：東野圭吾、作画：間瀬元朗、週刊ヤングサンデー、2002年 - 2003年）
- ヘルプマン!（くさか里樹、イブニング、2003年 - ）
- あぼばクリニック（藤島じゅん、まんがライフMOMO、2003年 - 2008年）
- サイコドクター 楷恭介（原作：亜樹直、作画：オキモト・シュウ、モーニング、2003年 - 2004年）
- OPEN MIND （芳崎せいむ、モーニング、別冊モーニング、2003年 - 2004年）
- あんこ坂のお医者さま（一丸、ビッグコミックオリジナル、2003年 - 2005年）
- 下町の太陽（原作：矢島正雄、作画：幸野たけ志、2003年）
- P.ハート（原作：中山亜純、作画：直遊紀、クイーンズコミック、2003年 - 2004年）
- K2（真船一雄、イブニング、2004年 - ）
- エマージング（外薗昌也、医学監修：中原英臣、講談社、2004年）都内でのエボラ出血熱類似の新型感染症
- Ns'あおい（こしのりょう、モーニング、2004年 - 2010年）
- エマージング（外薗昌也、モーニング、2004年 - 2005年）
- ツインズナース（後野まつり、まんがタイムきらら→まんがタイムオリジナル、2004年 - 2006年）
- 看護師 みさき!（池田みゆ、2004年 - ）
- 天医無縫（原作：伊月慶悟、作画：地引かずや、別冊漫画ゴラク、2004年 - 2005年）
- ドクタープリンセス（荻野眞弓、まんがくらぶオリジナル、2004年）
- 国境を駆ける医師イコマ（高野洋、2004年 - 2005年）
- 天使のたまご（岸香里、2005年）
- 薬屋りかちゃん（新井葉月、コミックハイ!、2005年 - 2008年）
- がんばれ!猫山先生（茨木保、日本医事新報社、2006年 - 2022年）
- 歯医者さんとオレ（矢尾勝、2006年）
- 監察医 朝顔（著：木村直巳、著：香川まさひと、著：佐藤喜宣、実業之日本社、2006年 - 2013年）
- E.D.D（橋本エイジ、月刊ヤングキング、2006年 - 2009年）
- 漫画ハリ入門 楽しくわかる経絡治療（原作：池田政一、作画：湯沢敏仁、2007年）
- 最上の命医（原作：入江謙三、作画：橋口たかし、2007年 - 2010年）
- 麻酔科医ハナ（原作：なかお白亜、監修：松本克平、2007年 - ）
- 新ブラックジャックによろしく（佐藤秀峰、小学館、2007年 - ）
- おいでよ 動物病院！（たらさわみち、集英社、2007年 - 2012年）
- 東洋治療院ももか（たなかじゅん、オースーパージャンプ、2008年 - ）
- マル泌のナース!!（高倉あつこ、週刊漫画ゴラク、2008年 - 2010年）
- アスクレピオス（内水融、週刊少年ジャンプ、2008年 - 2009年）
- ビタミンガール！管理栄養士 真理ちゃん（中西やすひろ、集英社、2009年）
- ムショ医 女子刑務所のカルテ（佐藤智美、芳文社、2009年）

### 2010年代
- マンガで分かる心療内科（原作：ゆうきゆう、作画：ソウ、少年画報社、2010年）
- 踊る産科女医（原案：宋美玄、作画：吉川景都、小学館、2011年）
- 看護助手のナナちゃん（野村知紗、小学館、2011年）
- ホスピめし みんなのごはん（野崎ふみこ、双葉社、2011年）病院管理栄養士の話
- 町医者ジャンボ!!（こしのりょう、講談社、2011年）
- 放課後カルテ（日生マユ、講談社、2011年）
- Final Phase（朱戸アオ、PHP研究所、2011年）ハンタウイルス感染症 都心湾岸エリア
- Dr.DMAT〜瓦礫の下のヒポクラテス〜（原作：高野洋、作画：菊地昭夫、集英社、2011年）災害医療
- 神様のカルテ（石川サブロウ、小学館、2011年）『神様のカルテ』 著：夏川草介 (小学館)の漫画化
- Dr.デュオ（作画：大沢祐輔、原案協力：木下繁、講談社、2012年 - ）
- ヤング ブラック・ジャック（原作手塚治虫、脚本田畑由秋、画大熊ゆうご、秋田書店、2012年 -）
- コウノドリ（鈴ノ木ユウ、講談社、2012年 - ）産婦人科
- ドクター早乙女（村田ひろゆき、講談社、2012 - 2016年）
- 研修医山田君トリロジー（茨木保、三輪書店、2012年）
- インハンド（朱戸アオ、講談社、2013 - ）寄生虫学
- パナケイアの手（松本救助、白泉社、2013年）
- 病室で念仏を唱えないでください （こやす珠世、小学館、2013年 - ）救命救急、チャプレン（臨床宗教者）
- 患者さまは外国人（原案：山本ルミ、漫画：世鳥アスカ、阪急コミュニケーションズ、2014年）インターナショナルクリニック、空飛ぶナース
- あたふた研修医やってます（水谷緑＆POCHI、KADOKAWA、2014年）
- 帰ってきた笑うナース（岸香里、いそっぷ社、2014年）訪問看護
- フラジャイル 病理医岸京一郎の所見（原作：草水敏、画：恵三朗、講談社、2014年 - ）病理医/臨床検査技師(病理)/製薬会社MR
- エーヨーヒーロー（原作：真実イチロ、画：宮越和草、集英社、2014年）病院の管理栄養士の話
- 神様のカルテ（イラスト：本多夏巳、原著：夏川草介 writer：後藤法子 、小学館、2014年）『神様のカルテ2』(小学館)の漫画化
- 医者を見たら死神と思え（原作：よこみぞ邦彦、作画：はしもとみつお、監修：近藤誠、小学館、2014年 - 2017年）がん治療
- うちのセンセイ（花塚由、講談社、2014年 - 2015年）在宅医療
- ナイチンゲールの市街戦（原著：鈴木洋史 画：東裏友希、小学館、2014年 - 2015年）訪問看護師
- マンガ版 拝啓、アスペルガー先生（奥田健次 漫画：武嶌波、飛鳥新社、2015年）ADHD児の臨床心理士によるカウンセリング
- 相談室の星 医療ソーシャルワーカーの日誌より（坂口みく、双葉社、2015年）
- ヘルプマン!!（くさか里樹、朝日新聞出版、2015年 -）高齢者医療・介護
- ラジエーションハウス（原作：横幕智裕、作画：モリタイシ、集英社、2015年 - ）放射線科および放射線技師
- 透明なゆりかご（沖田×華、講談社、2015年-2021年）産婦人科の新人看護士
- まどか26歳、研修医やってます! 女の子のお仕事応援コミックエッセイ （水谷緑、KADOKAWA/メディアファクトリー、2015年 - ）
- 母体保護法指定医 森下光子（福田素子、秋水社ORIGINAL、2015年 - ）
- ギフト±（ナガテユカ、日本文芸社、2015年 - 2022年）
- Dr.アシュラ（こしのりょう、日本文芸社、2015年 - 2016年）
- 異世界薬局（原作：高山理図、作画：高野聖、KADOKAWA、2015年 - ）薬剤師
- 腐女医の医者道!（さーたり、KADOKAWA、2016年）消化器外科医
- 女赤ひげ こちらドヤ街診療所（川島れいこ、ぶんか社、2016年）
- 天久鷹央の推理カルテ（原作：知念実希人、作画：緒原博綺、新潮社、2016年 - 2018年）
- トレース 科捜研法医研究員の追想（古賀慶、徳間書店、2016年 - ）警察科学捜査研究所
- リウーを待ちながら（朱戸アオ、講談社、2017年）
- はっぴーえんど（魚戸おさむ、小学館、2017年 - 2020年）終末期医療・介護
- 薬屋のひとりごと（原作：日向夏、キャラクター原案：しのとうこ／『月刊ビッグガンガン』版：作画：ねこクラゲ 、構成： 七緒一綺 (構成)、スクウェア・エニックス、2017年 - ／『月刊サンデーGX』版：作画：倉田三ノ路、小学館、2017年 - ）架空の国の薬剤師
- ママはスポーツドクター（芹沢直樹、日本文芸社、2017年 - ）スポーツ医療
- しっぽ街のコオ先生（たらさわみち、集英社、2017年 - ）
- バカレイドッグス→バカレイドッグス Loser（原作：矢樹純、作画：青木優、講談社、2017年 - ）
- 怪病医ラムネ（阿呆トロ、講談社、2018年 - 2021年）医療ファンタジー
- 研修医うさこのどたばた奮闘記（著：桜沢鈴、その他：織田うさこ、ぶんか社、2018年）
- 侠医冬馬（村上もとか、作画協力：かわのいちろう、集英社、2018年 - ）
- アンサングシンデレラ 病院薬剤師 葵みどり（医療原案：富野浩充、著：荒井ママレ、徳間書店、2018年-）病院薬剤師
- お別れホスピタル（沖田×華、小学館、2018年 - ）終末期病棟
- ヘルプマン!!　取材記（著：くさか里樹、朝日新聞出版、2018−2020年）医療介護
- おうちで死にたい〜自然で穏やかな最後の日々〜（広田奈都美、秋田書店、2018年 - 2020年）
- 賢者の学び舎 防衛医科大学校物語（山本亜季、小学館、2018年 -2020年）
- 外科医エリーゼ（原作：yuin、漫画：mini、KADOKAWA、2018年 - ）[50][51]
- マンガでわかる薬剤師:あなたの知らない調剤薬局の裏側（漫画：油沼、原案・監修：ネーヤ、河出書房新社、2019年）調剤薬局
- 特養日記〜介護福祉士が見た最強ご長寿たち〜（金山カメ、ぶんか社、2019年）
- 漫画家しながらツアーナースしています（明、集英社、2019年）ツアーナース
- Dr.クインチ（鈴川恵康、集英社、2019年 -）美容および医療整形
- こころのナース夜野さん（水谷緑、小学館、2019年 -2022年）
- Shrink〜精神科医ヨワイ〜（原作：七海仁、漫画：月子、集英社、2019年- ）精神科医
- 19番目のカルテ 徳重晃の問診（富士屋カツヒト、医療原案：川下剛史、コアミックス、2019年 - ）総合診療医

### 2020年代
- マンガでわかる! 子どものアトピー性皮膚炎のケア（著者：堀向健太、漫画：青鹿ユウ、内外出版社、2020年）子どものアトピー性皮膚炎
- リエゾン -こどものこころ診療所-（原作：竹村優作、漫画：ヨンチャン、取材協力：杉山登志郎、講談社、2020年 - ）小児科医・発達障害診療
- おとずれナース〜精神科訪問看護とこころの記録〜（のまり、ぶんか社、2020年- ）精神科訪問看護師
- ケンシロウによろしく（ジャスミン・ギュ、講談社、2020年 - 2023年）整体
- 新生ヘルプマン　ケアママ!（著：くさか里樹、朝日新聞出版 2020年 − 2021年）医療介護
- マンガでわかる薬剤師：あなたの知らない調剤薬局24時!（漫画：油沼、原案・監修：ネーヤ、河出書房新社、2020年）調剤薬局
- DrivingDoctor 黒咲（原作：神尾龍、作画：ユウダイ、日本文芸社、2020年 - ）救命救急、ドクターカー医療
- プラタナスの実（東元俊哉、小学館、2020年 - ）小児科医・小児医療
- 感染症とワクチンについて専門家の父に聞いてみた（さーたり、中山哲夫、KADOKAWA、2020年）
- ナースのチカラ〜私たちにできること 訪問看護物語〜（広田奈都美、秋田書店、2020年 - ）
- しっぽのお医者さん（著：ねこまき、朝日新聞出版、2022年）動物病院
- オペ看（作画：ミサヲ 原作：人間まお 、講談社、2021年）手術室の看護師
- 永寿総合病院看護部が書いた 新型コロナウイルス感染症アウトブレイクの記録（著：髙野ひろみ 著：武田聡子 著：松尾晴美 、画：ふるやまなつみ 、医学書院、2021年）
- ヒポクラテスの卵（ススキノ海、白泉社、2021年）
- ビターエンドロール（著：佐倉旬、講談社、2021年 -）医療ソーシャルワーカー
- 処方箋上のアリア（三浦えりか、小学館、2021年 - ）薬剤師
- アンメット-ある脳外科医の日記-（著：大槻閑人 原作：子鹿ゆずる 、講談社、2021年 - 2024年）
- 院内警察〜アスクレピオスの蛇〜（原作：酒井義、作画：林いち、秋田書店、2021年 - ）
- Dr.Eggs ドクターエッグス（三田紀房、集英社、2021年 - ）
- 悪役令嬢は夜告鳥をめざす（著：小田すずか 原作：さと、小学館、2021年 - ）[52]
- グランドール王国再生録 破滅の悪役王女ですが救国エンドをお望みです（原作：麻木琴加、作画：夏葉じゅん、KADOKAWA、2021年 - ）[53][54]
- 王太子妃パドマの転生医療 「戦場の天使」は救国の夢を見る（著：見雲のうり 原作：さくら青嵐、KADOKAWA、2022年 - ）[55]
- DOCTOR PRICE（原作：逆津ツカサ、作画：有柚まさき、双葉社、2022年 - ）医師専門の転職仲介
- 高度に発達した医学は魔法と区別がつかない（原作・医療監修：津田彷徨、作画：瀧下信英、講談社、2022年 - ）[56]
- 腐女医さーたりが描く患者が知らない医者の世界（漫画：さーたり 、コラム：中山祐次郎 、SBクリエイティブ、2022年）医師と患者のあるある
- 胚培養士ミズイロ〜不妊治療のスペシャリスト〜（著：おかざき真里、医学監修：石川智基、小学館2023年 -）不妊治療
- ハネチンとブッキーのお子さま診療録（著：佐原ミズ、医療監修：北岡寛己、コアミックス、2023年 - ）小児医療[57][58]
- 脳外科医 竹田くん（「脳外科医 竹田くん」製作委員会、2023年）
- 王の病室（原作：灰吹ジジ 作画：中西淳、講談社、2023年）[59]
- 俺の初恋の人が兄とフラグを立てまくってつらい（著：端野洋子、医学監修：緑川早苗、講談社、2023年 - ）福島の甲状腺検査、甲状腺がんの過剰診断
- 天久鷹央の推理カルテ スフィアの死天使（原作：知念実希人、作画：武梨えり、講談社、2024年 - ）

### 疾患を扱った作品
- 聖 -天才・羽生が恐れた男-（山本おさむ、ビッグコミック、1999年）　ネフローゼ症候群、小児病棟の子供たち
- I's（庄司陽子、講談社漫画文庫、2000年） 性同一性障害
- G.I.D（庄司陽子、モーニング、2001年） 性同一性障害
- 光とともに…（戸部けいこ、秋田書店、2001年 - 2010年）自閉症とその家族
- IS?男でも女でもない性?（六花チヨ、One more Kiss、2003年 - 2009年）インターセックス
- 15の夜（週刊少年マガジン、2005年 - 2008年、不定期連載）ネグレクトや薬物依存症、アスペルガー症候群、AIDSなど
- ツレがうつになりまして。（細川貂々、幻冬舎、2006年）躁鬱病とその家族
- 大原さんちのダンナさんーこのごろ少し神経症（大原由軌子、文藝春秋、2006年）神経症、パニック障害など。他にもシリーズあり
- 目の玉日記（小林よしのり、小学館、2006年）白内障闘病?手術まで、軽い緑内障
- 壊れた脳 生存する知（原案：山田規畝子、作画：成瀬涼子、BE・LOVE、2007年）脳出血後の高次脳機能障害
- わが家の母はビョーキです（中村ユキ、サンマーク出版、2008年）精神分裂病
- まんがで学ぶはじめての認知症ケア（高瀬直子、小学館、2008年）認知症。家族に認知症発症が疑われる時の基礎的な知識や心の持ち方、公的な支援制度の活用法など[60]
- だって更年期なんだもーん―なんだ、そうだったの?この不調（ほしばあやこ＆待鳥むう、監修：善方裕美、主婦の友社、2009年） 更年期障害
- わたしは働くうつウーマン（作：安部 結貴、漫画：大葉リビ、小学館、2009年）鬱 自立支援医療費支給認定 パニック障害
- 漫画家ママの うちの子はADHD (こころライブラリー)（かなしろにゃんこ、講談社、2009年）ADHD育児日記
- 日々コウジ中（柴本礼、主婦の友社、2010年）高次脳機能障害の夫と暮らす日常コミック
- 西原理恵子X月乃光司のおサケについてのまじめな話 アルコール依存症という病気（西原理恵子、月乃光司、小学館、2010年 ）（漫画は冒頭だけあとは対談）アルコール依存症 家族や当事者、巻末に専門医療機関＆サポート団体リスト
- 続・日々コウジ中（柴本礼、主婦の友社、2011年）高次脳機能障害の夫と暮らす日常コミック
- Final Phase（朱戸アオ、PHP研究所、2011年）ハンタウイルス感染症 都心湾岸エリア
- 旦那さんはアスペルガー（著：野波ツナ、監修：宮尾益知、コスミック出版、2011年 - ）
- のほほん亭主がんになる?ステージIVから大逆転（日野あかね、ぶんか社、2012年）悪性リンパ腫患者記録
- マンガ 認知症のある人って、なぜ、よく怒られるんだろう？（北川なつ、ぺこなつ堂、2012年）認知症のある人とその介護 短編集
- 入院しちゃったうつウーマン（作：安部 結貴、漫画：大葉リビ、小学館、2012年）閉鎖病棟 双極性障害
- もう大丈夫 パニック障害でもがんばれる！（監修：貝谷久宣、著：ほりみき、講談社、2012年 ）
- 娘が学校に行きません 親子で迷った１９８日間（著：野原広子、KADOKAWAメディアファクトリー、2013年）カウンセリング　保健室登校
- せんせい、誤診です! ~ホラー漫画家の本当にあった怖い闘病（山本まゆり、ぶんか社、2013年） 脳下垂体腺腫（無月経、視野欠損、むくみ）手術、その後まで
- なんびょうにっき（さとうみゆき、大洋図書、2013年）成人スティル病
- 思ってたウツとちがう! 「新型ウツ」うちの夫場合（池田暁子、秋田書店、2013年） 新型うつ
- 今夜もホットフラッシュ（青沼貴子、メディアファクトリー、2013年） 更年期障害
- イタリアでがんになった（泉もも、PHP研究所、2013年）子宮体癌
- さよならタマちゃん（武田一義、イブニングKC講談社、2013年）精巣腫瘍患者記録（手術と化学療法）
- ニトロちゃん: みんなと違う、発達障害の私 （沖田×華、光文社、2013年）アスペルガーなどの〈発達障害〉幼少時代の体験
- ボクの彼女は発達障害: 障害者カップルのドタバタ日記（著者：くらげ、漫画：寺島ヒロ、監修：梅永雄二、学研マーケティング、2013年） 広汎性発達障害 自閉症スペクトラム障害（ASD) 視覚・聴覚過敏等、周囲の人の接し方
- 失踪日記2 アル中病棟（吾妻 ひでお、イースト・プレス、2013年）アルコール依存症 入院 断酒会
- おひとりさまの遠距離介護けもの道（たけしまさよ、メディカ出版、2014年）膝人工関節手術・仮面鬱病・介護サービス等の説明
- 死んで生き返りましたれぽ（村上竹尾、株式会社双葉社、2014年）（糖尿病性ケトアシドーシス・腎不全・脳浮腫etc.）意識不明状態の人の視覚聴覚と回復の過程
- ずっと健康だと思ってた。34歳脳こうそく克服記（作：有田奈央、絵： 麻生夕貴、イースト・プレス、2014年） 脳梗塞（左半身麻痺）と支える家族の話
- 乳がんでもなんとかなるさ?独女マンガ家闘病記?（佐々木彩乃、ぶんか社、2014年）手術 同時再建 ホルモン治療
- 夫が骨肉腫になりました（まきりえこ、扶桑社、2015年）膝蓋骨の骨肉腫の手術と化学療法
- となりのお尻が気になります（加藤のりこ、実業之日本社、2015年）痔核 手術
- はざまのコドモ 息子は知的ボーダーで発達障害児（原作：君影草、漫画：沖田×華、ぶんか社、2015年）
- はっちゃん、またね 多発性骨髄腫とともに生きた夫婦の1094日（池沢理美、講談社、2015年）多発性骨髄腫
- 入院ノート（火村正紀、スクウェア・エニックス、2016年）（本は完結していない）子宮癌、卵巣癌、腹水、胸水
- ふんばれ、がんばれ、ギランバレー！（たむらあやこ、講談社、2016年）痛みの強いタイプのギラン・バレー症候群
- ふいにたてなくなりました。おひとりさま漫画家、皮膚筋炎になる（山田雨月、ぶんか社、2016年） 皮膚筋炎（発症、治療、退院まで）
- 元気になるシカ! アラフォーひとり暮らし、告知されました （藤河るり、KADOKAWA、2016年） 卵巣癌 抗癌剤治療対策
- 漫画家、パーキンソン病になる。（島津郷子、ぶんか社、2016年）パーキンソン病
- コミュ障は治らなくても大丈夫 コミックエッセイでわかるマイナスからの会話力（著：水谷緑 原著：吉田尚紀 、KADOKAWA、2016年）
- 淋しいのはアンタだけじゃない（吉本浩二、小学館、2016年 - 2017年）聴覚障害
- どうせ死ぬなら描いて死ぬ（著：あやめゴン太、KADOKAWA、2017年)33歳漫画家志望が脳梗塞
- 33歳漫画家志望が脳梗塞になった話（あやめゴン太、集英社、2017年） 脳梗塞体験記 理学・作業・言語療法
- ぢ 私、痔主になりました（てらいまき、河出書房新社、2017年） 内痔核 外痔核 痔瘻 肛門科体験記と役立ちグッズ
- 酔うと化け物になる父がつらい（菊池真理子、秋田書店、2017年）アルコール依存症の父と家族の苦悩
- 「子供を殺してください」という親たち（原作：押川 剛、画：鈴木マサカズ、新潮社、2017年 - ）引きこもりなどの子供のトラブルと家族 医療への連携など
- 難病患者になりましたっ! 漫画家夫婦のタハツセーコーカショーの日々（岡田がる、朝日新聞出版、2017年）多発性硬化症、難病申請
- うちの子は字が書けない (発達性読み書き障害の息子がいます)（監修：宇野彰、著：千葉リョウコ、ポプラ者、2017年）発達性読み書き障害(発達性ディスレクシア) 合理的配慮
- うつヌケ うつトンネルを抜けた人たち（田中圭一、KADOKAWA、2017年）
- さよならしきゅう（岡田 有希、講談社、2017年）33歳で子宮頸がん
- 乳がんでもなんとかなるさ〜いのちのエリー編〜（佐々木彩乃、ぶんか社、2018年）ステージ3 再建者と乳がん患者の会
- 32歳で初期乳がん 全然受け入れてません（水谷緑、竹書房、2018年）手術 放射線治療
- 元気になるシカ!2 ひとり暮らし闘病中、仕事復帰しました（藤河るり、KADOKAWA、2018年）卵巣癌
- わたし、39歳で「閉経」っていわれました（たかはしみき、主婦と生活社、2018年）早発卵巣不全（早発閉経）
- 生理ちゃん（小山健、KADOKAWA、2018年）
- 強迫性障害です!（みやざき 明日香、星和書店、2018年）
- パニくる!? パニック障害、「焦らない!」が効くクスリ（櫻日和鮎実、KADOKAWA、2018年）
- わたし中学生から統合失調症やってます。: 水色ともちゃんのつれづれ日記（解説：成重 竜一郎、著：ともよ、合同出版、2018年）
- 実録 解離性障害のちぐはぐな日々: 私の中のたくさんのワタシ（解説：岡野 憲一郎、著：Tokin、合同出版、2018年）
- うつを甘くみてました#拡散希望#双極性障害#受け入れる#人生（ブリ猫、ぶんか社、2018年）
- お別れホスピタル（沖田×華、小学館、2018年 - ）終末期病棟
- ありがとうって言えたなら（瀧波ユカリ、文藝春秋、2018年）膵臓癌 家族の対応
- 統合失調症日記（木村きこり、ぶんか社、2018年）
- 脱 産後うつ 私はこうして克服した（ミィ、講談社、2018年）
- 認知姫～暴れる義母との戦いの日々（著：野原とり子、著：GSST、アムコミ、2018年）認知症家族の介護
- ALSになりました（ぷよこ、eBookJapan Plus、2018年）筋萎縮性側索硬化症
- がんまんが 私たちは大病している（内田春菊、ぶんか社、2018年）直腸癌、人工肛門
- こんな夜更けにバナナかよ 愛しき実話（著：西造、著：映画「こんな夜更けにバナナかよ 愛しき実話」、comico、2018年）原作の映画をコミック化、筋ジストロフィー
- コータリンは要介護5 車椅子の上から見た631日（朝日新聞出版、2018年3月）クモ膜下出血後遺症による半身麻痺及び高次脳機能障害
- 発達障害 僕にはイラつく理由がある!（監修：前川あさ美、著：かなしろにゃんこ、講談社、2019年）ADHD
- 内臓いっこ取っちゃった（内村かなめ、ナンバーナイン、2019年）胆石
- 現実逃避してたらボロボロになった話（永田カビ、イースト・プレス、2019年）アルコールによる急性膵炎、ADHD
- 霊能者ですがガンになりました（著：小林薫、原作：斎、ぶんか社、2019年）乳がん、手術、抗がん剤治療
- 腸よ鼻よ（島袋全優、KADOKAWA、2019年 -2023年）潰瘍性大腸炎
- 僕の妻は発達障害（ナナトエリ・亀山聡、新潮社、2019年 - ）発達障害
- ある日突然、慢性疲労症候群になりました（監修：倉恒弘彦、著：ゆらり、合同出版、2019年）
- 強迫性障害治療日記（みやざき明日香、星和書店、2019年）
- 交通事故で頭を強打したらどうなるか?（大和ハジメ、KADOKAWA、2019年）脳挫傷 高次脳機能障害 リハビリ 大学復帰 就職
- うつ病九段（著：先崎学、漫画：河井克夫、文藝春秋Kindle版、2020年）うつ病
- 消えていく家族の顔、現役ヘルパーが描く認知症患者の生活（吉田美紀子、竹書房Kindle版、2020年）認知症
- 骨髄ドナーやりました！（水谷さるころ、少年画報社Kindle版、2020年）骨髄ドナー提供者
- ケーキの切れない非行少年たち（イラスト：鈴木マサカズ、原著：宮口幸治、新潮社、2020年)「境界知能」から非行に行ってしまった子供
- 子どもにキレちゃう夫をなんとかしたい！（著：水谷 さるころ、監修：山脇 由貴子、幻冬舎、2022年)心理テスト　カウンセリング
- 私、なんで別れられないんだろう～脳が壊れた彼との日々～（著：いのうえさきこ、秋田書店、2020年）　高次脳機能障害者とその家族
- 末期ガンでも元気です 38歳エロ漫画家、大腸ガンになる（ひるなま、フレックスコミックス、2021年）
- がんの記事を書いてきた私が乳がんに!?　育児があるのにがんもきた（著：内野こめこ その他：藍原育子 、KADOKAWA、2021年）
- 高校生のわたしが精神科病院に入り自分のなかの神様とさよならするまで（もつお、KADOKAWA、2021年 - ）強迫性障害、摂食障害
- くる日もくる日もコロナのマンガ（しりあがり寿、KADOKAWA2021年）新型コロナによる世界の変化
- MANGA Day to Day(上) (下)（ 講談社 、2021年）新型コロナによる世界の変化
- 漫画家、死を覚悟しました ～難病との闘い（著：たかの宗美、ぶんか社 、2022年)　多発性硬化症
- 大原さんちの不登校（著：大原由軌子、文藝春秋、2023年)不登校　スクールカウンセリング　臨床心理士　子ども医療センター　たんぽぽ教室

### 細菌、細胞を擬人化した作品
- もやしもん（石川雅之、講談社、2005年 - 2014年）農学部の菌が見える青年の話、食中毒菌の話もあり
- はたらく細胞（清水茜、講談社、2015年 - 2021年）医学監修 原田知幸、赤血球 白血球 血小板などの話
- はたらく細胞BLACK（著：初嘉屋一生、著：原田重光、監修：清水茜、講談社、2018年 - 2021年）不健康状態での体内
- はたらく細菌（著：吉田はるゆき、監修：清水茜、講談社、2017年 - 2020年）腸内細菌
  - はたらく細菌Neo（著：吉田はるゆき、監修：清水茜、講談社、2021年）腸内細菌[61]
- はたらかない細胞（著：杉本萌、監修：清水茜、講談社、2018年 - 2021年）赤芽球
- はたらく細胞フレンド（原著：黒野カンナ、著：和泉みお、監修：清水茜、講談社、2019年 - 2021年）キラーT細胞
- はたらく血小板ちゃん（著：ヤス、原作：柿原優子、監修：清水茜、講談社、2019年 - 2021年）赤血球
- はたらく細胞LADY（著：原田重光、著：乙川灯 監修：清水茜 、講談社、2020年）
- はたらく細胞BABY（著：福田泰宏、監修：清水茜 、講談社、2020年）
- はたらく細胞WHITE（著：蟹江鉄史 、監修：清水茜 、講談社、2021年）
- はたらく細胞イリーガル（著：次恒一、原作：橋本カヱ、監修：清水茜、講談社、2022年）[62][63]